# Wim Jonk
Wilhelm Jonk, detto Wim (Volendam, 12 ottobre 1966), è un allenatore di calcio, dirigente sportivo ed ex calciatore olandese, di ruolo centrocampista, commissario tecnico in seconda della nazionale olandese.

## Carriera

### Giocatore

#### Club
Centrocampista centrale di notevole tecnica, ha iniziato la sua carriera nel club dilettantistico RKAV Volendam, prima di firmare per la squadra principale della sua città nel 1986. Abile ad incunearsi nell'area avversaria, nonché buon tiratore dalla distanza, contribuisce in maniera decisiva alla promozione del FC Volendam in Eredivisie. Con il team, Jonk disputerà il campionato 1987-1988, in cui metterà a segno 5 reti.
L'Ajax monitorò i suoi progressi con attenzione e le sue capacità non sfuggirono agli scout del club, che lo acquistarono nel 1988. Si inserì facilmente nel gioco dei Lancieri, segnando anche 6 reti nella sua stagione d'esordio, chiusa al 2º posto dietro il PSV Eindhoven. La sua esperienza ad Amsterdam durerà 5 anni, in cui vincerà uno scudetto, una coppa d'Olanda e la Coppa UEFA del 1992 (in cui segnò anche una rete al Torino in finale).
L'Inter lo acquistò nel 1993 per 10 miliardi di lire, insieme al compagno Dennis Bergkamp. Con la maglia nerazzurra ha giocato 67 partite (54 in campionato) mettendo a segno 13 reti (8 in campionato e 5 in Coppa UEFA). In nerazzurro ha conquistato la Coppa UEFA del 1994, realizzando l'unica rete della finale di ritorno contro il Casino Salisburgo.

#### Nazionale
Ha disputato 49 partite con la nazionale olandese segnando 11 reti.

### Dopo il ritiro
Dopo il ritiro diventa analista per NOS Studio Sport. Nel 2004 torna poi al Volendam come membro del consiglio direttivo: nello specifico inizialmente è membro della commissione tecnica e dopo funge da direttore tecnico e in questo periodo è anche assistente per la prima e seconda squadra.
Dal 2008 fa parte del team che dirige il settore giovanile dell'Ajax: nei primi tre anni è allenatore di tecnica individuale per poi diventare responsabile del settore giovanile stesso allenando sporadicamente alcune compagini come l'A-1. Nel 2010 con Johan Cruijff progetta la riforma del settore giovanile e l'anno seguente il loro piano viene messo in atto. Il 28 novembre 2011 Cruijff, membro del consiglio direttivo dell'Ajax, insieme agli allenatori del vivaio Jonk, Dennis Bergkamp, Bryan Roy, Ronald de Boer, John Bosman, Jaap Stam, Marc Overmars, Michel Kreek, Orlando Trustfull e Dean Gorre, ha annunciato che avrebbe adito le vie legali ritenendo che gli ingaggi dei tre nuovi dirigenti Louis van Gaal, Martin Sturkenboom e Danny Blind violassero la politica a livello tecnico adottata dal club.
Il 7 febbraio 2012 è stata pronunciata la sentenza secondo la quale la nomina di van Gaal a direttore generale dei lancieri sarebbe stata irregolare e così il 10 febbraio il board (quattro consiglieri più Cruijff, che resta come consulente) si è dimesso insieme a Martin Sturkenboom e Danny Blind.
Nel novembre 2015 lascia il vivaio dei lancieri insieme a Cruijff e altri a causa della diversità di vedute con la dirigenza.
Dal settembre 2016 insegna alla Johan Cruijff Institute di Amsterdam.
Nella stagione 2019-2020 allena la prima squadra del Volendam in Eerste Divisie. Alla sospensione del torneo a marzo a causa della pandemia di COVID-19 il club si trova al terzo posto. Nella stagione seguente viene eliminato agli ottavi di Coppa d'Olanda per mano del PSV e, dopo essere arrivato sesto in Eerste Divisie, viene eliminato dal NAC Breda al primo turno degli spareggi promozione. Il 22 aprile 2022, battendo il Den Bosch per 1-2, conquista la promozione con due turni di anticipo come secondo classificato in Eerste Divisie dietro all’Emmen. Nella stagione 2022-2023 porta il Volendam alla salvezza in Eredivisie con quattro turni d’anticipo piazzandosi al quattordicesimo posto. A fine stagione lascia la panchina per entrare nei quadri dirigenziali del Volendam.

## Statistiche

### Cronologia presenze e reti in nazionale
| Cronologia completa delle presenze e delle reti in nazionale ― Paesi Bassi | Cronologia completa delle presenze e delle reti in nazionale ― Paesi Bassi | Cronologia completa delle presenze e delle reti in nazionale ― Paesi Bassi | Cronologia completa delle presenze e delle reti in nazionale ― Paesi Bassi | Cronologia completa delle presenze e delle reti in nazionale ― Paesi Bassi | Cronologia completa delle presenze e delle reti in nazionale ― Paesi Bassi | Cronologia completa delle presenze e delle reti in nazionale ― Paesi Bassi | Cronologia completa delle presenze e delle reti in nazionale ― Paesi Bassi |
| Data                                                                       | Città                                                                      | In casa                                                                    | Risultato                                                                  | Ospiti                                                                     | Competizione                                                               | Reti                                                                       | Note                                                                       |
| -------------------------------------------------------------------------- | -------------------------------------------------------------------------- | -------------------------------------------------------------------------- | -------------------------------------------------------------------------- | -------------------------------------------------------------------------- | -------------------------------------------------------------------------- | -------------------------------------------------------------------------- | -------------------------------------------------------------------------- |
| 27-5-1992                                                                  | Sittard                                                                    | Paesi Bassi                                                                | 3 – 2                                                                      | Austria                                                                    | Amichevole                                                                 | -                                                                          | 75’                                                                        |
| 30-5-1992                                                                  | Utrecht                                                                    | Paesi Bassi                                                                | 4 – 0                                                                      | Galles                                                                     | Amichevole                                                                 | 1                                                                          | 73’                                                                        |
| 5-6-1992                                                                   | Lens                                                                       | Francia                                                                    | 1 – 1                                                                      | Paesi Bassi                                                                | Amichevole                                                                 | -                                                                          | 86’                                                                        |
| 12-6-1992                                                                  | Göteborg                                                                   | Paesi Bassi                                                                | 1 – 0                                                                      | Scozia                                                                     | Euro 1992 - 1º turno                                                       | -                                                                          | 54’                                                                        |
| 14-10-1992                                                                 | Rotterdam                                                                  | Paesi Bassi                                                                | 2 – 2                                                                      | Polonia                                                                    | Qual. Mondiali 1994                                                        | -                                                                          |                                                                            |
| 16-12-1992                                                                 | Istanbul                                                                   | Turchia                                                                    | 1 – 3                                                                      | Paesi Bassi                                                                | Qual. Mondiali 1994                                                        | -                                                                          | 65’                                                                        |
| 24-2-1993                                                                  | Utrecht                                                                    | Paesi Bassi                                                                | 3 – 1                                                                      | Turchia                                                                    | Qual. Mondiali 1994                                                        | -                                                                          |                                                                            |
| 9-6-1993                                                                   | Rotterdam                                                                  | Paesi Bassi                                                                | 0 – 0                                                                      | Norvegia                                                                   | Qual. Mondiali 1994                                                        | -                                                                          |                                                                            |
| 22-9-1993                                                                  | Bologna                                                                    | San Marino                                                                 | 0 – 7                                                                      | Paesi Bassi                                                                | Qual. Mondiali 1994                                                        | 2                                                                          |                                                                            |
| 19-1-1994                                                                  | Tunisi                                                                     | Tunisia                                                                    | 2 – 2                                                                      | Paesi Bassi                                                                | Amichevole                                                                 | -                                                                          | 46’                                                                        |
| 23-3-1994                                                                  | Glasgow                                                                    | Scozia                                                                     | 1 – 0                                                                      | Paesi Bassi                                                                | Amichevole                                                                 | -                                                                          |                                                                            |
| 20-4-1994                                                                  | Tilburg                                                                    | Irlanda                                                                    | 1 – 0                                                                      | Paesi Bassi                                                                | Amichevole                                                                 | -                                                                          | 46’                                                                        |
| 27-5-1994                                                                  | Utrecht                                                                    | Paesi Bassi                                                                | 3 – 1                                                                      | Scozia                                                                     | Amichevole                                                                 | -                                                                          |                                                                            |
| 1-6-1994                                                                   | Eindhoven                                                                  | Paesi Bassi                                                                | 7 – 1                                                                      | Ungheria                                                                   | Amichevole                                                                 | -                                                                          | 83’                                                                        |
| 12-6-1994                                                                  | Toronto                                                                    | Canada                                                                     | 0 – 3                                                                      | Paesi Bassi                                                                | Amichevole                                                                 | -                                                                          |                                                                            |
| 20-6-1994                                                                  | Washington                                                                 | Paesi Bassi                                                                | 2 – 1                                                                      | Arabia Saudita                                                             | Mondiali 1994 - 1º turno                                                   | 1                                                                          |                                                                            |
| 25-6-1994                                                                  | Orlando                                                                    | Belgio                                                                     | 1 – 0                                                                      | Paesi Bassi                                                                | Mondiali 1994 - 1º turno                                                   | -                                                                          | 39’                                                                        |
| 29-6-1994                                                                  | Orlando                                                                    | Marocco                                                                    | 1 – 2                                                                      | Paesi Bassi                                                                | Mondiali 1994 - 1º turno                                                   | -                                                                          |                                                                            |
| 4-7-1994                                                                   | Orlando                                                                    | Paesi Bassi                                                                | 2 – 0                                                                      | Irlanda                                                                    | Mondiali 1994 - Ottavi di finale                                           | 1                                                                          |                                                                            |
| 9-7-1994                                                                   | Dallas                                                                     | Brasile                                                                    | 3 – 2                                                                      | Paesi Bassi                                                                | Mondiali 1994 - Quarti di finale                                           | -                                                                          |                                                                            |
| 7-9-1994                                                                   | Lussemburgo                                                                | Lussemburgo                                                                | 0 – 4                                                                      | Paesi Bassi                                                                | Qual. Euro 1996                                                            | 1                                                                          |                                                                            |
| 12-10-1994                                                                 | Oslo                                                                       | Norvegia                                                                   | 1 – 1                                                                      | Paesi Bassi                                                                | Qual. Euro 1996                                                            | -                                                                          |                                                                            |
| 16-11-1994                                                                 | Rotterdam                                                                  | Paesi Bassi                                                                | 0 – 0                                                                      | Rep. Ceca                                                                  | Qual. Euro 1996                                                            | -                                                                          |                                                                            |
| 14-12-1994                                                                 | Rotterdam                                                                  | Paesi Bassi                                                                | 5 – 0                                                                      | Lussemburgo                                                                | Qual. Euro 1996                                                            | 1                                                                          |                                                                            |
| 18-1-1995                                                                  | Utrecht                                                                    | Paesi Bassi                                                                | 0 – 1                                                                      | Francia                                                                    | Amichevole                                                                 | -                                                                          |                                                                            |
| 22-2-1995                                                                  | Eindhoven                                                                  | Paesi Bassi                                                                | 0 – 1                                                                      | Portogallo                                                                 | Amichevole                                                                 | -                                                                          | cap.                                                                       |
| 29-3-1995                                                                  | Rotterdam                                                                  | Paesi Bassi                                                                | 4 – 0                                                                      | Malta                                                                      | Qual. Euro 1996                                                            | -                                                                          |                                                                            |
| 26-4-1995                                                                  | Praga                                                                      | Rep. Ceca                                                                  | 3 – 1                                                                      | Paesi Bassi                                                                | Qual. Euro 1996                                                            | 1                                                                          |                                                                            |
| 7-6-1995                                                                   | Minsk                                                                      | Bielorussia                                                                | 1 – 0                                                                      | Paesi Bassi                                                                | Qual. Euro 1996                                                            | -                                                                          | 74’                                                                        |
| 31-8-1996                                                                  | Amsterdam                                                                  | Paesi Bassi                                                                | 2 – 2                                                                      | Brasile                                                                    | Amichevole                                                                 | -                                                                          | 77’                                                                        |
| 5-10-1996                                                                  | Cardiff                                                                    | Galles                                                                     | 1 – 3                                                                      | Paesi Bassi                                                                | Qual. Mondiali 1998                                                        | -                                                                          |                                                                            |
| 9-11-1996                                                                  | Eindhoven                                                                  | Paesi Bassi                                                                | 7 – 1                                                                      | Galles                                                                     | Qual. Mondiali 1998                                                        | 1                                                                          | 82’                                                                        |
| 14-12-1996                                                                 | Bruxelles                                                                  | Belgio                                                                     | 0 – 3                                                                      | Paesi Bassi                                                                | Qual. Mondiali 1998                                                        | 1                                                                          |                                                                            |
| 26-2-1997                                                                  | Parigi                                                                     | Francia                                                                    | 2 – 1                                                                      | Paesi Bassi                                                                | Amichevole                                                                 | -                                                                          |                                                                            |
| 29-3-1997                                                                  | Amsterdam                                                                  | Paesi Bassi                                                                | 4 – 0                                                                      | San Marino                                                                 | Qual. Mondiali 1998                                                        | -                                                                          | 74’                                                                        |
| 2-4-1997                                                                   | Istanbul                                                                   | Turchia                                                                    | 1 – 0                                                                      | Paesi Bassi                                                                | Qual. Mondiali 1998                                                        | -                                                                          | 23’                                                                        |
| 30-4-1997                                                                  | Serravalle                                                                 | San Marino                                                                 | 0 – 6                                                                      | Paesi Bassi                                                                | Qual. Mondiali 1998                                                        | -                                                                          |                                                                            |
| 4-6-1997                                                                   | Johannesburg                                                               | Sudafrica                                                                  | 0 – 2                                                                      | Paesi Bassi                                                                | Amichevole                                                                 | -                                                                          |                                                                            |
| 6-9-1997                                                                   | Rotterdam                                                                  | Paesi Bassi                                                                | 3 – 1                                                                      | Belgio                                                                     | Qual. Mondiali 1998                                                        | -                                                                          | 61’                                                                        |
| 21-2-1998                                                                  | Miami                                                                      | Stati Uniti                                                                | 0 – 2                                                                      | Paesi Bassi                                                                | Amichevole                                                                 | -                                                                          |                                                                            |
| 24-2-1998                                                                  | Miami                                                                      | Messico                                                                    | 2 – 3                                                                      | Paesi Bassi                                                                | Amichevole                                                                 | 1                                                                          | 46’                                                                        |
| 5-6-1998                                                                   | Amsterdam                                                                  | Paesi Bassi                                                                | 5 – 1                                                                      | Nigeria                                                                    | Amichevole                                                                 | -                                                                          | 46’                                                                        |
| 13-6-1998                                                                  | Saint-Denis                                                                | Belgio                                                                     | 0 – 0                                                                      | Paesi Bassi                                                                | Mondiali 1998 - 1º turno                                                   | -                                                                          | 79’                                                                        |
| 20-6-1998                                                                  | Marsiglia                                                                  | Paesi Bassi                                                                | 5 – 0                                                                      | Corea del Sud                                                              | Mondiali 1998 - 1º turno                                                   | -                                                                          |                                                                            |
| 25-6-1998                                                                  | Saint-Étienne                                                              | Messico                                                                    | 2 – 2                                                                      | Paesi Bassi                                                                | Mondiali 1998 - 1º turno                                                   | -                                                                          | 71’                                                                        |
| 4-7-1998                                                                   | Marsiglia                                                                  | Paesi Bassi                                                                | 2 – 1                                                                      | Argentina                                                                  | Mondiali 1998 - Quarti di finale                                           | -                                                                          |                                                                            |
| 7-7-1998                                                                   | Marsiglia                                                                  | Brasile                                                                    | 1 – 1 dts (4 – 2 dtr)                                                      | Paesi Bassi                                                                | Mondiali 1998 - Semifinali                                                 | -                                                                          | 111’                                                                       |
| 11-7-1998                                                                  | Parigi                                                                     | Paesi Bassi                                                                | 1 – 2                                                                      | Croazia                                                                    | Mondiali 1998 - Finale 3º posto                                            | -                                                                          | 89’                                                                        |
| 18-8-1999                                                                  | Copenaghen                                                                 | Danimarca                                                                  | 0 – 0                                                                      | Paesi Bassi                                                                | Amichevole                                                                 | -                                                                          | 76’                                                                        |
| Totale                                                                     |                                                                            | Presenze                                                                   | 49                                                                         |                                                                            | Reti                                                                       | 11                                                                         |                                                                            |

### Statistiche da allenatore
Statistiche aggiornate al 28 maggio 2023. In grassetto le competizioni vinte.
| Stagione        | Squadra         | Campionato      | Campionato | Campionato | Campionato | Campionato | Coppe nazionali | Coppe nazionali | Coppe nazionali | Coppe nazionali | Coppe nazionali | Coppe continentali | Coppe continentali | Coppe continentali | Coppe continentali | Coppe continentali | Altre coppe | Altre coppe | Altre coppe | Altre coppe | Altre coppe | Totale | Totale | Totale | Totale | % Vittorie | Piazzamento |
| Stagione        | Squadra         | Comp            | G          | V          | N          | P          | Comp            | G               | V               | N               | P               | Comp               | G                  | V                  | N                  | P                  | Comp        | G           | V           | N           | P           | G      | V      | N      | P      | %          | Piazzamento |
| --------------- | --------------- | --------------- | ---------- | ---------- | ---------- | ---------- | --------------- | --------------- | --------------- | --------------- | --------------- | ------------------ | ------------------ | ------------------ | ------------------ | ------------------ | ----------- | ----------- | ----------- | ----------- | ----------- | ------ | ------ | ------ | ------ | ---------- | ----------- |
| 2019-2020       | Volendam        | EED             | 29         | 16         | 7          | 6          | CO              | 1               | 0               | 0               | 1               | -                  | -                  | -                  | -                  | -                  | -           | -           | -           | -           | -           | 30     | 16     | 7      | 7      | 53,33      | 3º          |
| 2020-2021       | Volendam        | EED             | 38+1       | 19+0       | 9+0        | 10+1       | CO              | 1               | 0               | 0               | 1               | -                  | -                  | -                  | -                  | -                  | -           | -           | -           | -           | -           | 40     | 19     | 9      | 12     | 47,50      | 6º          |
| 2021-2022       | Volendam        | EED             | 38         | 21         | 12         | 5          | CO              | 1               | 0               | 0               | 1               | -                  | -                  | -                  | -                  | -                  | -           | -           | -           | -           | -           | 39     | 21     | 12     | 6      | 53,85      | 2º (prom.)  |
| 2022-2023       | Volendam        | ED              | 34         | 10         | 6          | 18         | CO              | 2               | 1               | 0               | 1               | -                  | -                  | -                  | -                  | -                  | -           | -           | -           | -           | -           | 36     | 11     | 6      | 19     | 30,56      | 14º         |
| Totale carriera | Totale carriera | Totale carriera | 140        | 66         | 34         | 40         |                 | 5               | 1               | 0               | 4               |                    | -                  | -                  | -                  | -                  |             | -           | -           | -           | -           | 145    | 67     | 34     | 44     | 46,21      |             |

## Palmarès

### Giocatore

#### Competizioni nazionali
- Campionato olandese: 2

Ajax: 1989-1990
PSV: 1996-1997
- Coppa dei Paesi Bassi: 2

Ajax: 1992-1993
PSV: 1995-1996
- Supercoppa dei Paesi Bassi: 2

PSV: 1996, 1997

#### Competizioni internazionali
- Coppa UEFA: 2

Ajax: 1991-1992
Inter: 1993-1994